# Spatelblättriges Aschenkraut
Das Spatelblättrige Aschenkraut (Tephroseris helenitis), auch Spatel-Aschenkraut, Spatelblättriges Greiskraut oder Alant-Greiskraut genannt, ist eine Pflanzenart aus der Gattung der Aschenkräuter (Tephroseris) innerhalb der Familie der Korbblütler (Asteraceae).

## Beschreibung

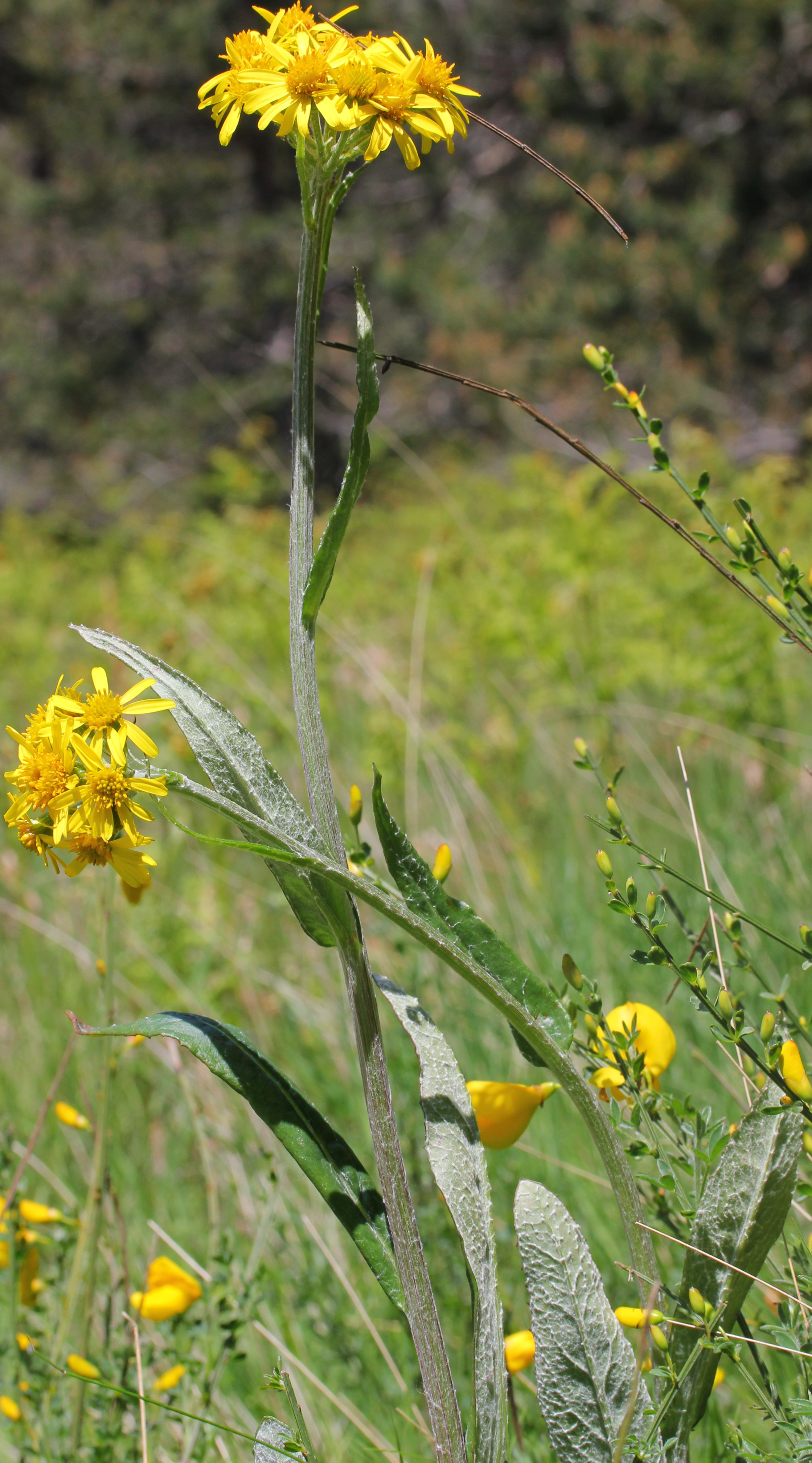
Habitus mit Laubblättern und Gesamtblütenstand

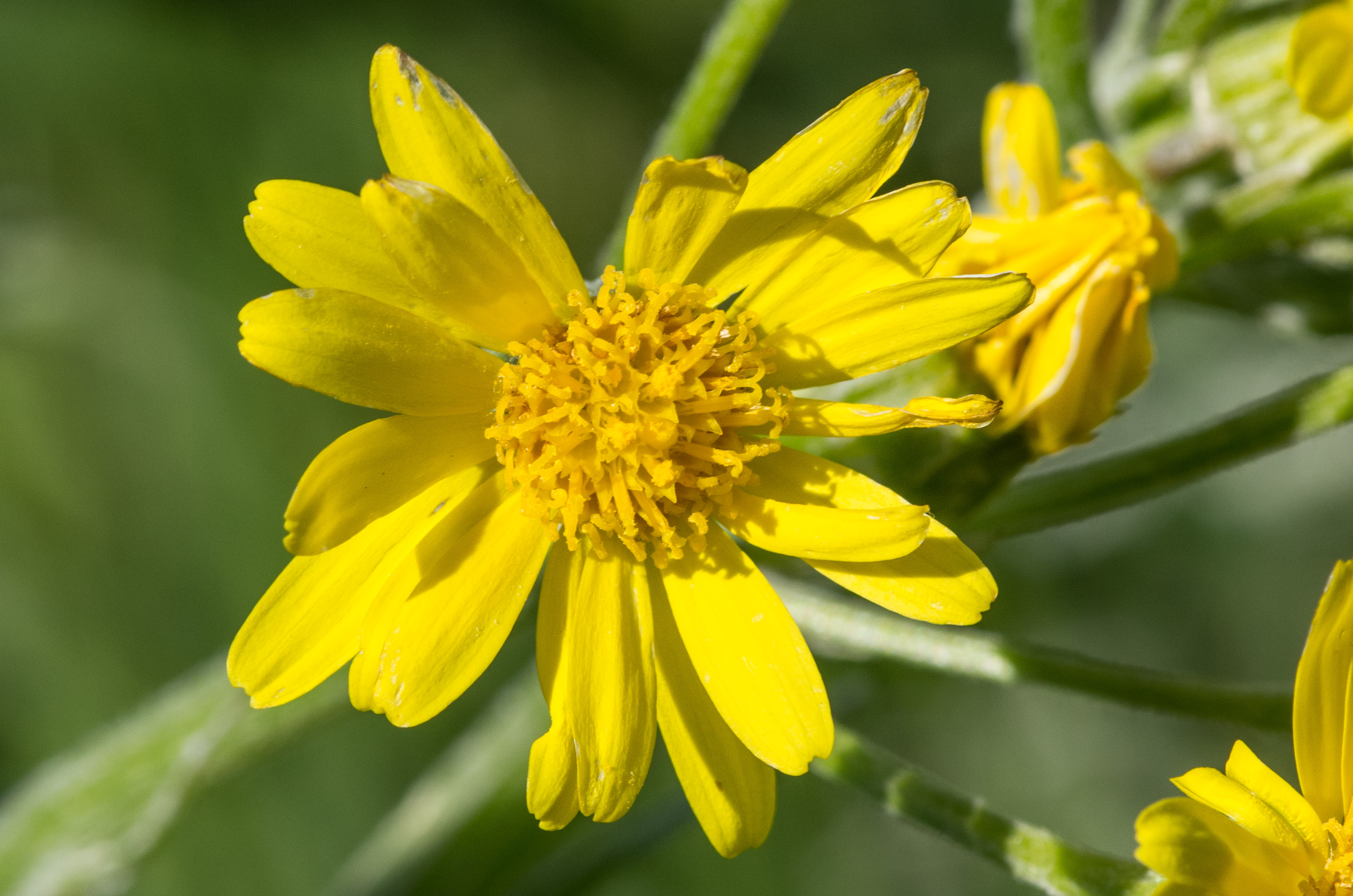
Blütenkorb im Detail mit Strahlen- und Scheibenblüten

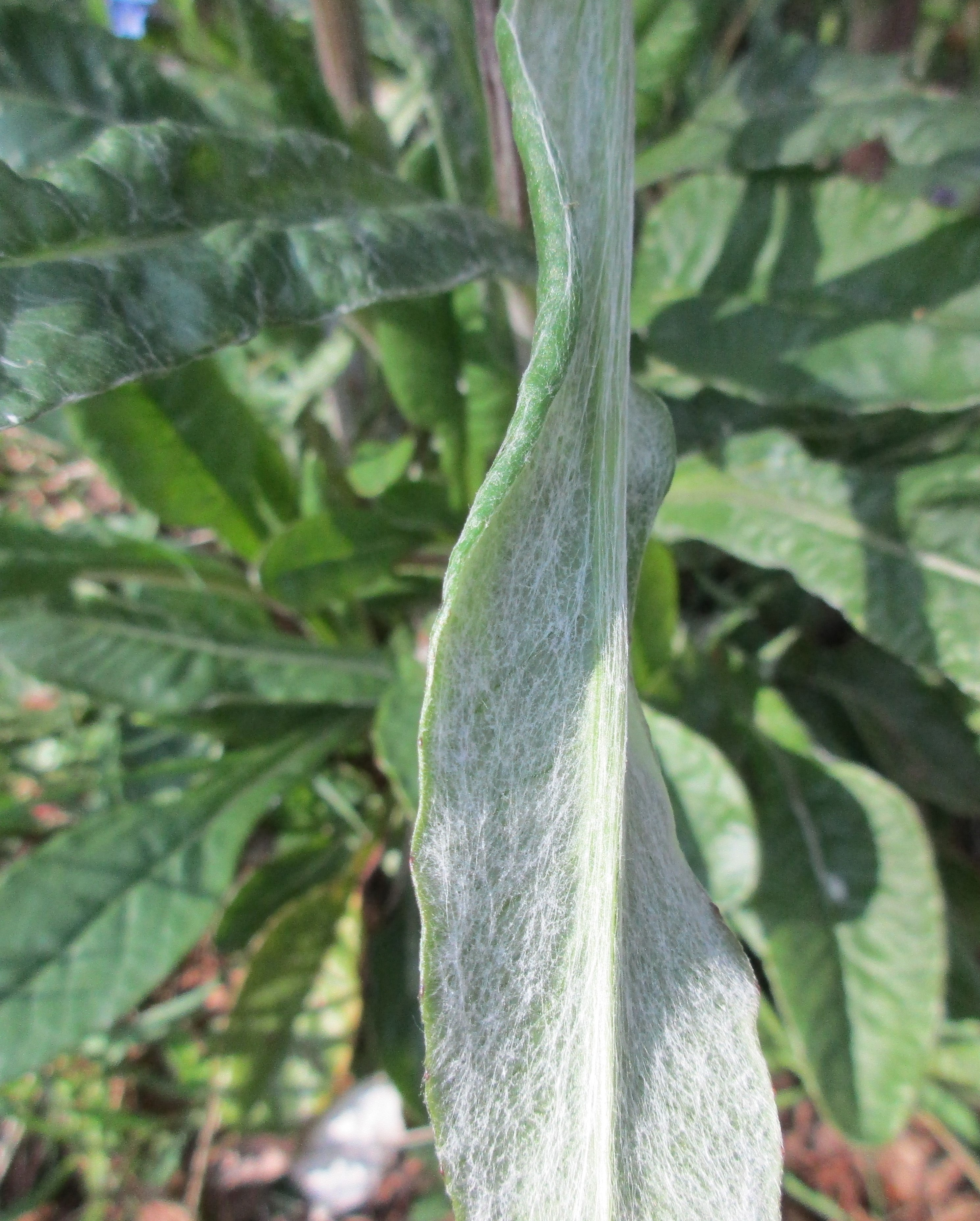
Spinnwebartig behaarte Blattunterseite

### Vegetative Merkmale
Das Spatelblättrige Aschenkraut ist eine ausdauernde krautige Pflanze, die Wuchshöhen von 20 bis 70, selten bis zu 80 Zentimetern erreicht. Es hat einen kurzen senkrechten oder schrägen „Wurzelstock“. Die oberirdischen Pflanzenteile sind durch dünne, spinnwebartige Trichome behaart. Der steif aufrechte, rippige Stängel ist im unteren Teil oft rot überlaufen oder meist mit rötlichen/purpurfarbenen Linien, spärlich bis dicht weiß spinnennetzartig behaart und meist im unteren Bereich nicht verzweigt.
Die Laubblätter sind am Stängel von der Basis an ziemlich dicht, aber im oberen Teil lockerer wechselständig angeordnet. Die grundständigen Laubblätter sind zur Blütezeit schon abgestorben. Die Blattflächen sind mehr oder weniger dicht grau bis weiß spinnwebartig wollig bis flockig behaart, wobei die Blattunterseite deutlich dichter spinnwebartig behaart ist und die -oberseite ist kaum behaart (Indument). Der Blattrand ist meist leicht nach unten eingerollt, zumindest bei den unteren Laubblättern. Die grundständigen Laubblätter sind klein, ei-spatelförmig oder länglich-eiförmig im Umriss, meist schwach gekerbt, an der Spreitenbasis plötzlich in einen geflügelten Stiel verschmälert. Die unteren Laubblätter sind bei einer Länge von 4,5 bis 30 Zentimetern deutlich in Blattstiel und -spreite gegliedert, wobei ihr Blattstiel viel länger als ihre Blattspreite und mehr oder weniger deutlich geflügelt ist. Die Blattspreite der unteren Laubblätter ist bei einer Breite von 1,5 bis 5 Zentimetern elliptisch bis eiförmig, manchmal mit gestutzter bis herzförmiger Spreitenbasis und einfachen, gewellten, gewellt-gesägtem oder weniger oft fein gezähntem bis gesägtem Rand. Die Blattoberseite ist oft etwas runzelig zwischen den klar erkennbaren Blattadern. Die Stängelblätter sind nach oben hin zunehmend weniger lang gestielt bis sitzend. Die mittleren Stängelblätter sind schmal verkehrt-eiförmig bis lanzettlich, ganzrandig oder entfernt gezähnelt, gegen den Grund stielartig verschmälert oder oft stängelumfassend sitzend. Die oberen Stängelblätter sind länglich bis linealisch.

### Generative Merkmale
Die Blütezeit reicht von März oder Mai bis Juli. In einem endständigen, schirmtraubigen Gesamtblütenstand sind meist sechs bis zwölf (3 bis 20) körbchenförmige Teilblütenstände locker angeordnet, manchmal stehen die Blütenkörbe einzeln auf langen Korbschäften oder zu zweit bis dritt in zusätzlichen seitlichen scheindoldigen Blütenständen. Die Korbschäfte sind immer relativ lang. Die Blütenkörbe weisen einen Durchmesser von 2 bis 2,5 Zentimetern auf. Eine Außenhülle fehlt. Die Hülle (Involucrum) ist bei einer Höhe von 8 bis 12 Millimetern glockig. Die 12 bis 22 in einer Reihe angeordneten Hüllblätter sind bei einer Länge von 5 bis 10 Millimetern linealisch, am Grund flaumig behaart und am oberen Ende rötlich überlaufen sowie spärlich bis dicht weiß spinnwebartig behaart. Die 13 bis 18 oder bis zu 23 gelben Zungenblüten sind 8 bis 15 Millimeter lang und 1 bis 3 Millimeter breit, sie können manchmal auch fehlen. Die Röhrenblüten sind ebenfalls gelb bis orangefarben.
Die Achänen sind 3 bis 4 Millimeter lang und meist dicht rau oder flaumig behaart, selten kahl. Ihr Pappus ist 4 bis 8 oder 6 bis 10 Millimeter lang.

### Chromosomensatz
Die Chromosomengrundzahl beträgt x = 24; es liegt meist Diploidie vor mit einer Chromosomenzahl von 2n = 48 oder 50.

## Vorkommen und Gefährdung
Es gibt Fundortangaben für Spanien, Frankreich, Belgien, Deutschland, die Schweiz, Österreich, Slowenien, Kroatien und Albanien.
Ein Verbreitungsschwerpunkt ist der süddeutsche Raum. In Baden-Württemberg wird das Spatelblättrige Aschenkraut immer seltener. Sie gedeiht grundsätzlich nur in Gebieten mit basenreichen Böden, beispielsweise über Muschelkalk oder Weißjura, zu finden. Wichtige Standorte sind Feuchtgrünland in Mooren und wechselfeuchte Kalkmagerrasen. In Baden-Württemberg kommt das Spatelblättrige Greiskraut hauptsächlich am Ostrand des Schwarzwaldes und angrenzenden Gebieten, auf der Baar, im Hegau, auf der Schwäbische Alb und in Oberschwaben vor. In anderen Gebieten Baden-Württemberg ist das Spatelblättrige Aschenkraut nur sehr verstreut oder gar nicht zu finden.
Das Spatelblättrige Aschenkraut gedeiht in Mitteleuropa auf Moorwiesen oder in lichten Wäldern auf wechselfeuchten, mageren, basenreichen, meist kalkfreien, neutral bis mäßig sauren, tonigen Torf- oder Moorböden an humiden Standorten. Es kommt vor in Pflanzengesellschaften des Verbands Molinion. Das Spatelblättrige Aschenkraut steigt im Schweizer Jura bis zu einer Höhenlage von 1100 Meter auf.
Die ökologischen Zeigerwerte nach Landolt et al. 2010 sind in der Schweiz: Feuchtezahl F = 4w+ (sehr feucht aber stark wechselnd), Lichtzahl L = 3 (halbschattig), Reaktionszahl R = 3 (schwach sauer bis neutral), Temperaturzahl T = 4 (kollin), Nährstoffzahl N = 3 (mäßig nährstoffarm bis mäßig nährstoffreich), Kontinentalitätszahl K = 2 (subozeanisch).
Das Spatelblättrige Aschenkraut ist in der Roten Liste der gefährdeten Pflanzenarten Deutschlands nach Metzing et al. 2018 in Kategorie 2 = „stark gefährdet“, dies ist eine Verschlechterung der Einstufung gegenüber der Liste von 1998. Das Spatelblättrige Aschenkraut ist aber nach Bundesnaturschutzgesetz (BArtSchV) nicht besonders geschützt. In Baden-Württemberg ist es insgesamt ebenfalls stark gefährdet, aber in einzelnen Landschaftsteilen sogar ausgestorben. Als Gefährdungsgrund wird die Intensivierung extensiv bewirtschafteter Streuwiesen genannt. Düngung oder Aufforstung schaden besonders.

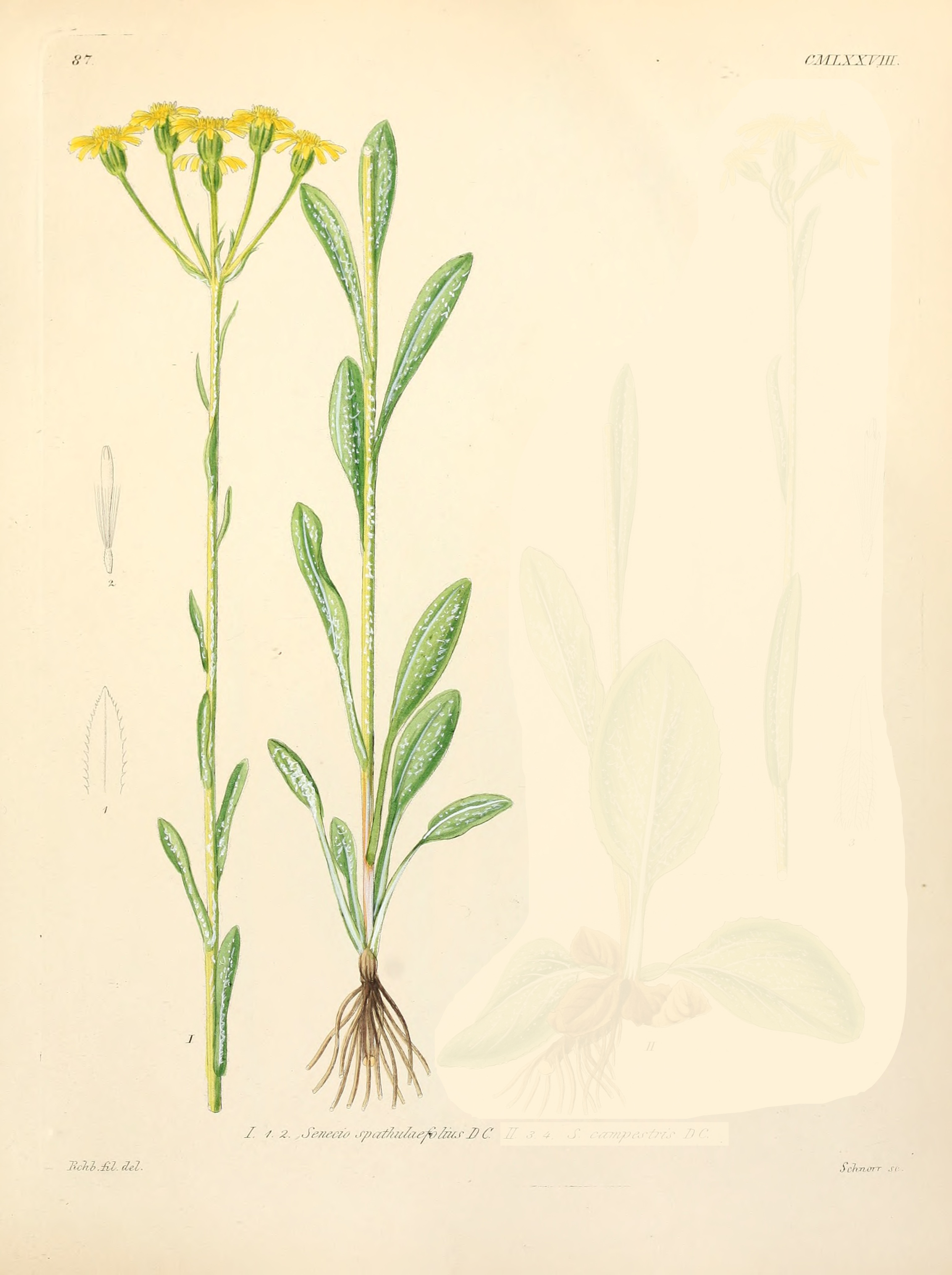
Illustration aus H. G. Reichenbach: Icones florae Germanicae et Helveticae. 16. Band. Ambrosius Abel, Leipzig, 1853–1854. Legende: I Oberer und unterer Teil der Pflanze. 1 Hüllblatt. 2 Röhrenblüte

## Systematik

### Taxonomie
Die Erstveröffentlichung erfolgte 1753 unter dem Namen (Basionym) Othonna helenitis durch Carl von Linné in Species Plantarum, Tomus II, S. 925. Die Neukombination zu Tephroseris helenitis (L.) B.Nord. wurde 1978 durch Rune Bertil Nordenstam in Opera Botanica a Societate Botanica Lundensi, Band 44, S. 44 veröffentlicht. Weitere Synonyme für Tephroseris helenitis (L.) B.Nord. sind: Senecio helenitis (L.) Schinz & Thell., Cineraria helenitis (L.) Steud., Cineraria lanceolata Lam., Cineraria spathulifolia C.C.Gmel., Senecio cantabricus Willk., Senecio spathulifolius DC., Tephroseris spatulifolius (DC.) Rchb., Senecio pyrenaicus Godr. & Gren. non L.
Es wurden viele Unterarten beschrieben. Die Merkmalsausprägungen überlappen sich teilweise sehr, so dass bei Kadereit et al. 2021 unsicher ist, welche Unterarten weiterhin Bestand haben können oder ob alle zu Synonymen werden. Bei Kadereit et al. 2021 sind Othonna helenitis L., Senecio brachychaetus var. discoideus DC., Tephroseris helenitis var. discoidea (DC.) Kerguélen, Senecio spathulifolius DC., Cineraria longifolia var. macrochaeta Willk., Tephroseris helenitis subsp. macrochaeta (Willk.) B.Nord., Cineraria lanceolata var. candida Corb., Tephroseris helenitis subsp. candida (Corb.) B.Nord., Senecio arvernensis Rouy, Tephroseris helenitis subsp. arvernensis (Rouy) B.Nord., Senecio helenitis subsp. salisburgensis Cufod., Tephroseris helenitis subsp. salisburgensis (Cufod.) B.Nord. Synonyme von Tephroseris helenitis (L.) B.Nord.

### Botanische Geschichte
Je nach Autor gibt es einige Unterarten (Auswahl):
- Tephroseris helenitis (L.) B.Nord. subsp. helenitis: Die Achänen sind behaart; die Zahl der Zungenblüten ist meist 13.[5]
- Salzburger Aschenkraut (Tephroseris helenitis subsp. salisburgensis (Cufod.) B.Nord., Syn.: Senecio salisburgensis (Cufod.) Rauschert): Sie kommt in Oberösterreich, in Salzburg und sehr selten auch in Bayern vor.[1][5] Die Achänen sind kahl, die Zahl der Zungenblüten ist 15 bis 18.[5]

## Quelle